# فرانك كيث سيمونز
فرانك كيث سيمونز (بالإنجليزية: Frank Keith Simmons)‏ هو عسكري ماليزي، ولد في 21 فبراير 1888، وتوفي في 22 سبتمبر 1952 في أستراليا.